# Cryptaspasma marginifasciatus
Cryptaspasma marginifasciatus is een vlinder uit de familie van de bladrollers (Tortricidae). De wetenschappelijke naam van de soort is voor het eerst geldig gepubliceerd in 1900 door Walsingham.